# إيفور روبنسون
إيفور روبنسون (بالإنجليزية: Ivor Robinson)‏ هو فيزيائي أمريكي، ولد في 1923، وتوفي في 27 مايو 2016.